# Gewone velddwergspin
De gewone velddwergspin (Oedothorax fuscus) is een spinnensoort in de taxonomische indeling van de hangmatspinnen (Linyphiidae).
Het dier behoort tot het geslacht Oedothorax. De wetenschappelijke naam van de soort werd voor het eerst geldig gepubliceerd in 1834 door John Blackwall.